# Joseph Mortimer Granville
Joseph Mortimer Granville (Devonport, 1833-Londres, 1900) fue un médico, autor e inventor británico, conocido por haber patentado el vibrador electromecánico para el alivio de dolores musculares, exclusivamente para pacientes varones. Rachel Maines también afirmó que el dispositivo se utilizaba para tratar la histeria, provocando orgasmos en las mujeres, pero su trabajo no es históricamente preciso.

## Primeros años
Granville se recibió de Ingeniero MRCS en 1856 y de LRCP Lond en 1861. Obtuvo el título médico superior MD en 1876 de la Universidad de Saint Andrews. En sus primeros años se dedicó mucho al periodismo y fue colaborador frecuente en las columnas editoriales de The Lancet. Ejerció en Bristol, pero posteriormente se estableció en Londres y dedicó especial atención al tratamiento de la gota, sobre el que escribió extensamente.

## Carrera

### Invención del vibrador electrónico
A finales de la década de 1880, Granville inventó el vibrador eléctrico, un dispositivo eléctrico portátil diseñado para aliviar los dolores musculares masculinos. Originalmente fue llamado «percusser» («percusionista») o «martillo de Granville» y fue endida principalmente a médicos, empezaron a ser usada como tratamiento a la histeria femenina dada su capacidad de llevar a la paciente al «paroxismo histérico». Sin embargo, la publicación de esta teoría ha sido descrita como «un fracaso en el control de calidad académico» por investigadores académicos que, al revisar las fuentes primarias del libro de Maines, «no encontraron evidencia en estas fuentes de que los médicos utilizaran alguna vez vibradores electromecánicos para inducir orgasmos en pacientes femeninas como tratamiento médico».
El propio Granville argumentó específicamente que «no debería utilizarse en mujeres histéricas». En su libro de 1883, Vibración nerviosa y excitación como agentes en el tratamiento del trastorno funcional y la enfermedad orgánica, escribió: «Nunca he percutido a una paciente... He evitado, y seguiré evitando, el tratamiento de mujeres mediante percusión, simplemente porque no quiero ser engañado ni contribuir a engañar a otros con los caprichos del estado histérico».

## Vida personal
El 1 de diciembre de 1858 se casó con Mary Ellen Ormerud en Bristol.

## En la cultura popular
Granville fue interpretado por el actor Hugh Dancy en la película de 2011 Hysteria.

## Galería

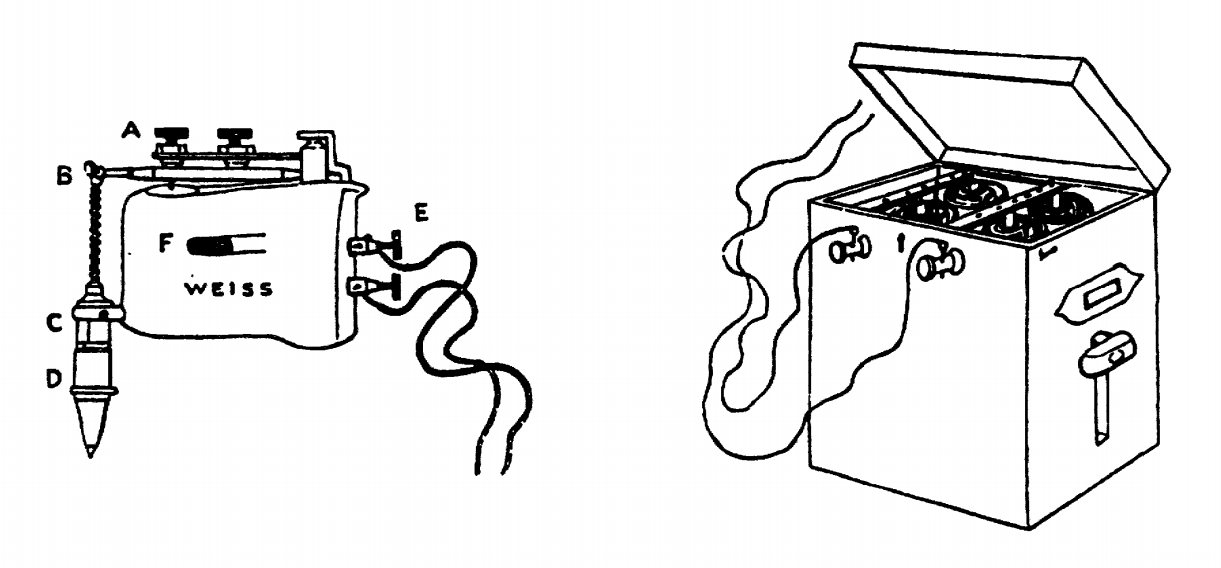
Vibrador de Granville (izquierda) con batería (derecha)
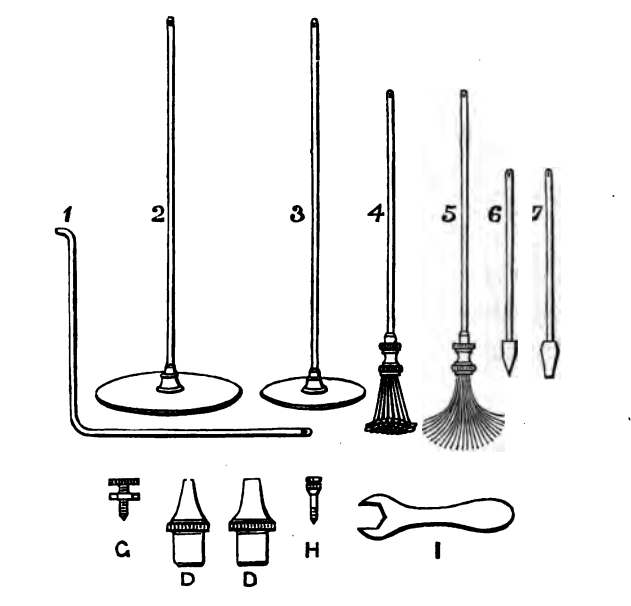
Accesorios y partes adicionales del vibrador
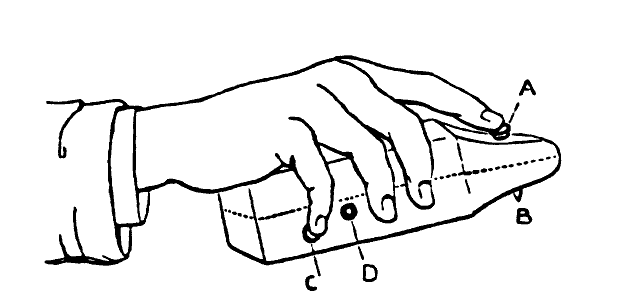
"Percuteur" de mano con mecanismo de resorte.